# Gouville-sur-Mer
Ne doit pas être confondu avec Gouville.
Gouville-sur-Mer est une commune française située dans le département de la Manche en région Normandie, peuplée de 3 266 habitants.
Elle est créée le 1er janvier 2016 avec le statut de commune nouvelle, issue de la fusion de Gouville-sur-Mer et Boisroger élargi ensuite en 2019 aux territoires d'Anneville-sur-Mer, Montsurvent et Servigny.

## Géographie

### Localisation
Couvrant 1 324 hectares, le territoire de Gouville-sur-Mer est le plus étendu du canton de Saint-Malo-de-la-Lande.
| Mer de la Manche                     | Geffosses          | Muneville-le-Bingard |
| Mer de la Manche                     | Gouville sur Mer   | Ancteville           |
| Mer de la Manche, Blainville-sur-Mer | Brainville, Gratot | La Vendelée          |

### Géologie
Les volcanites de la formation de Montsurvent participent de la construction de l’arc insulaire volcanique constantien, lié à la subduction NW-SE au début de l’évolution de la chaîne cadomienne, au Briovérien inférieur,.

### Hydrographie
La commune est située dans le bassin Seine-Normandie. Elle est drainée par la rivière du Moulin de Gouville, le ruisseau de Bretteville, les Landelles, le ruisseau de Gidron, l'Ay, le Bas du Douit, le Canal, le cours d'eau 01 du Fouraban, la Crique, le fossé 01 de la commune de Servigny, le fossé 01 de la Fosse Cardin, le fossé 01 de Thézart, le fossé 01 du Village aux Longs et un autre petit cours d'eau,.
La rivière du Moulin de Gouville, d'une longueur de 13 km, prend sa source en limite des communes de Gratot et de La Vendelée et se jette  dans le golfe de Saint-Malo à Blainville-sur-Mer, après avoir traversé quatre communes. 
Le ruisseau de Bretteville, d'une longueur de 13 km, prend sa source dans la commune  et se jette  dans la Crique à Geffosses, après avoir traversé deux communes. 

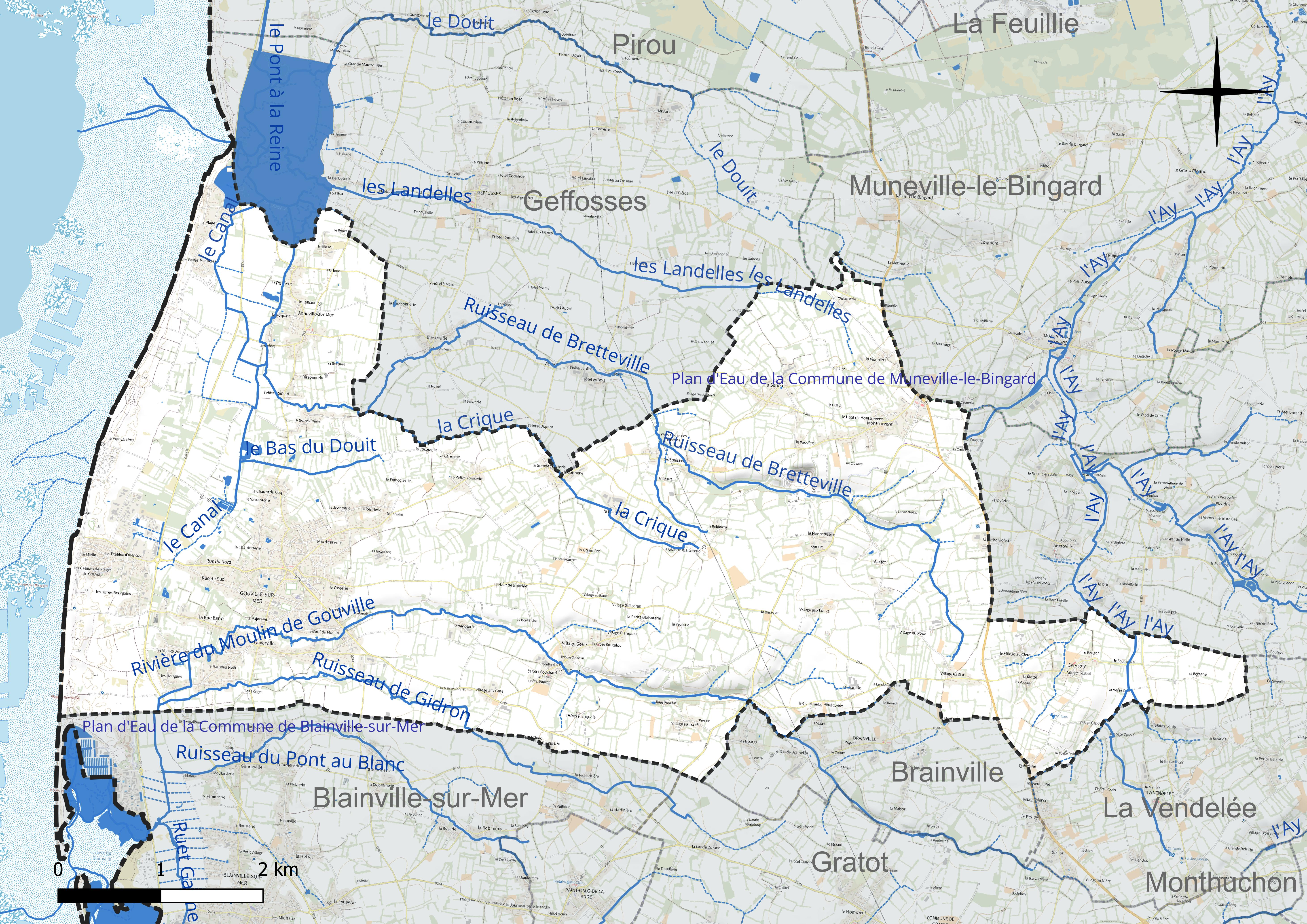
Réseau hydrographique de Gouville-sur-Mer.

Un plan d'eau complète le réseau hydrographique : Havre de Geffosses, d'une superficie totale de 149,2 ha (5,8 ha sur la commune),.

### Climat
Pour des articles plus généraux, voir Climat de la Normandie et Climat de la Manche.
En 2010, le climat de la commune est de type climat océanique franc, selon une étude du CNRS s'appuyant sur une série de données couvrant la période 1971-2000. En 2020, Météo-France publie une typologie des climats de la France métropolitaine dans laquelle la commune est exposée à un climat océanique et est dans la région climatique Normandie (Cotentin, Orne), caractérisée par une pluviométrie relativement élevée (850 mm/a) et un été frais (15,5 °C) et venté. Parallèlement le GIEC normand, un groupe régional d’experts sur le climat, différencie quant à lui, dans une étude de 2020, trois grands types de climats pour la région Normandie, nuancés à une échelle plus fine par les facteurs géographiques locaux. La commune est, selon ce zonage, exposée à un « climat maritime », correspondant au Cotentin et à l'ouest du département de la Manche, frais, humide et pluvieux, où les contrastes pluviométrique et thermique sont parfois très prononcés en quelques kilomètres quand le relief est marqué.
Pour la période 1971-2000, la température annuelle moyenne est de 11,3 °C, avec une amplitude thermique annuelle de 10,8 °C. Le cumul annuel moyen de précipitations est de 925 mm, avec 14,2 jours de précipitations en janvier et 7,3 jours en juillet. Pour la période 1991-2020, la température moyenne annuelle observée sur la station météorologique installée sur la commune est de 12,2 °C et le cumul annuel moyen de précipitations est de 844,8 mm,. Pour l'avenir, les paramètres climatiques de la commune estimés pour 2050 selon différents scénarios d’émission de gaz à effet de serre sont consultables sur un site dédié publié par Météo-France en novembre 2022.
| Mois                                  | jan.          | fév.          | mars          | avril         | mai           | juin          | jui.          | août        | sep.          | oct.          | nov.          | déc.          | année     |
| ------------------------------------- | ------------- | ------------- | ------------- | ------------- | ------------- | ------------- | ------------- | ----------- | ------------- | ------------- | ------------- | ------------- | --------- |
| Température minimale moyenne (°C)     | 4,3           | 3,8           | 5             | 6,8           | 9,8           | 12,8          | 14,6          | 14,9        | 12,8          | 10,6          | 7,4           | 4,8           | 9         |
| Température moyenne (°C)              | 6,5           | 6,5           | 8,2           | 10,8          | 13,5          | 16,5          | 18,3          | 18,4        | 16,6          | 13,7          | 10            | 7,2           | 12,2      |
| Température maximale moyenne (°C)     | 8,8           | 9,2           | 11,5          | 14,8          | 17,3          | 20,1          | 22,1          | 21,8        | 20,3          | 16,8          | 12,7          | 9,6           | 15,4      |
| Record de froid (°C) date du record   | −7,7 21.01.17 | −8,7 11.02.12 | −4,9 02.03.04 | −2,1 07.04.13 | 0,3 13.05.10  | 5,1 07.06.15  | 6,6 31.07.15  | 7 01.08.15  | 3,4 25.09.18  | 0,4 23.10.07  | −5,3 29.11.10 | −5,9 19.12.07 | −8,7 2012 |
| Record de chaleur (°C) date du record | 15,1 01.01.22 | 20,4 26.02.19 | 24 20.03.05   | 27,8 21.04.18 | 30,6 26.05.17 | 34,2 30.06.15 | 37,9 18.07.22 | 35 07.08.20 | 33,3 14.09.20 | 28,6 02.10.23 | 21,3 01.11.15 | 16,1 19.12.15 | 37,9 2022 |
| Précipitations (mm)                   | 94,4          | 67,5          | 62,2          | 47,6          | 51,7          | 49            | 49,5          | 68,6        | 51,6          | 92,6          | 103,9         | 106,2         | 844,8     |

## Urbanisme

### Typologie
Au 1er janvier 2024, Gouville-sur-Mer est catégorisée commune rurale à habitat dispersé, selon la nouvelle grille communale de densité à sept niveaux définie par l'Insee en 2022.
Elle appartient à l'unité urbaine d'Agon-Coutainville, une agglomération intra-départementale regroupant trois  communes, dont elle est ville-centre,,. Par ailleurs la commune fait partie de l'aire d'attraction de Coutances, dont elle est une commune de la couronne,. Cette aire, qui regroupe 37 communes, est catégorisée dans les aires de moins de 50 000 habitants,.
La commune, bordée par la Manche, est également une commune littorale au sens de la loi du 3 janvier 1986, dite loi littoral. Des dispositions spécifiques d’urbanisme s’y appliquent dès lors afin de préserver les espaces naturels, les sites, les paysages et l’équilibre écologique du littoral, tel le principe d'inconstructibilité, en dehors des espaces urbanisés, sur la bande littorale des 100 mètres, ou plus si le plan local d’urbanisme le prévoit.

## Toponymie
Lors de la création de la commune nouvelle, l'article 2 de l'arrêté de novembre 2015 précise que la commune nouvelle prend le nom de « Gouville sur mer (sans les traits d'union et sans la majuscule à Mer) » et que son chef-lieu est fixé au chef-lieu de l'ancienne commune de Gouville-sur-mer.
Un arrêté modificatif sera publié le 15 décembre 2015 pour rétablir la topographie en précisant qu'il s'agit dune erreur matérielle.
Voir : toponymie de Gouville-sur-Mer.

## Histoire

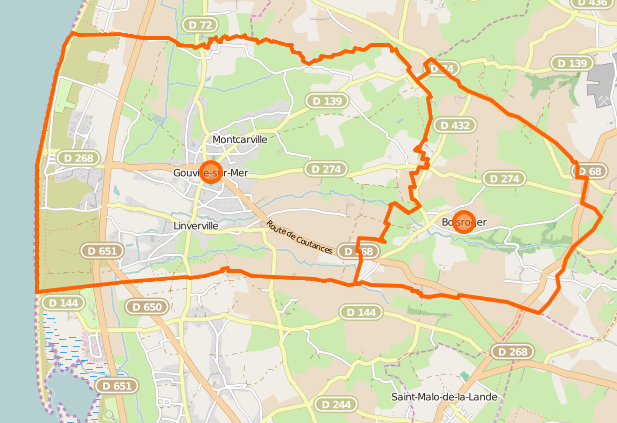
Carte de la commune nouvelle.

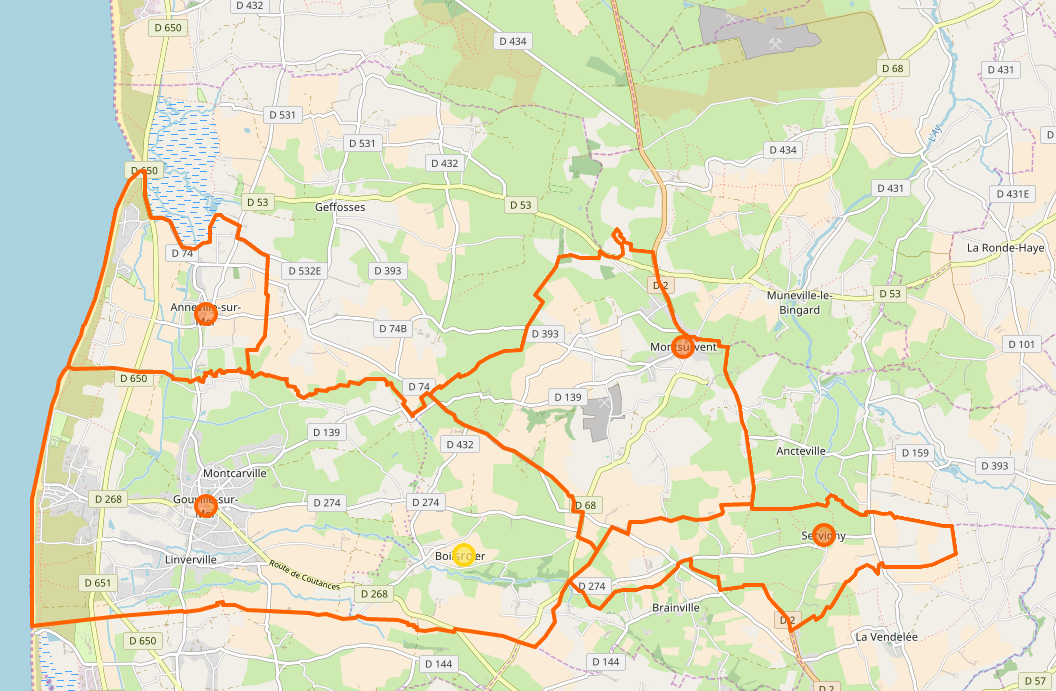
Carte de la commune nouvelle.

L'histoire de Gouville-sur-Mer est celle des deux communes dont elle est issue.
Courant 2015, les communes de Gouville-sur-Mer (commune déléguée) et de Boisroger décident créer une commune nouvelle baptisée Gouville-sur-Mer qui voit le jour le 1er janvier 2016. L'arrêté préfectoral fixant les conditions a été publié le 4 novembre 2015.
En juillet 2018, un projet d'étendre la commune nouvelle est lancée avec Montsurvent, Servigny et Anneville-sur-Mer ; le choix de la future intercommunalité est posée. La commune de Servigny était approchée pour rejoindre un autre projet de commune nouvelle autour de Gratot. L’arrêté préfectoral est signé le 3 décembre 2018.

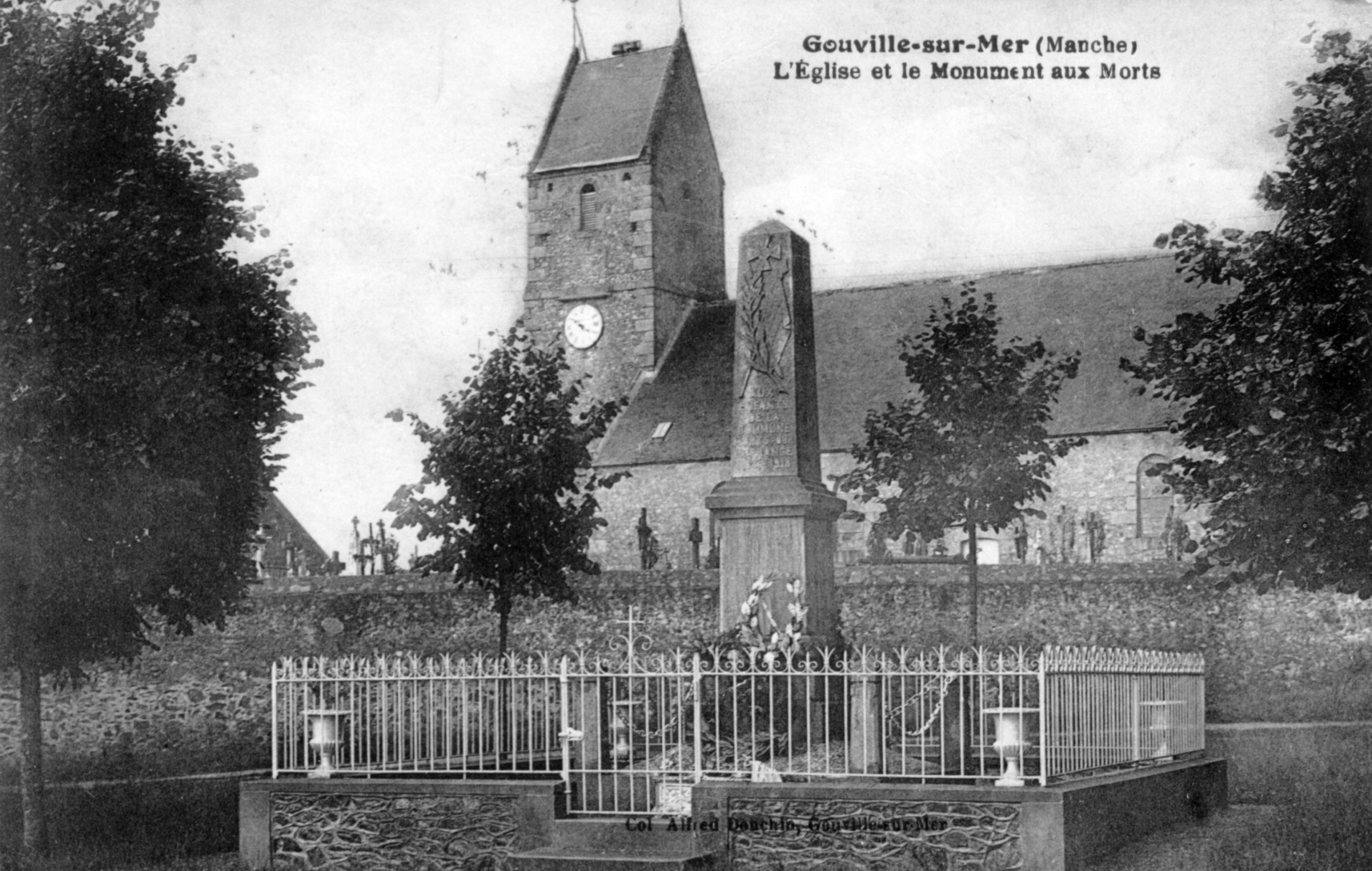
L'église et le monument aux morts (carte postale ancienne).
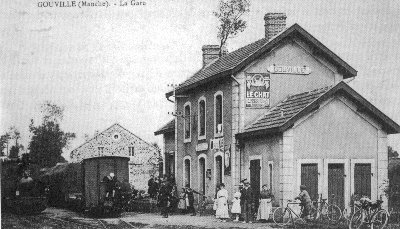
Le petit train qui relit Coutances à Granville, appelé le Tram ou le Decauville (1909-1931).

## Politique et administration

### Communes déléguées
| Nom                                         | Code Insee | Intercommunalité           | Superficie (km2) | Population (dernière pop. légale) | Densité (hab./km2) |
| ------------------------------------------- | ---------- | -------------------------- | ---------------- | --------------------------------- | ------------------ |
| Gouville-sur-Mer (commune déléguée) (siège) | 50215      | CC Coutances Mer et Bocage | 13,24            | 2 146 (2021)                      | 162                |
| Boisroger                                   | 50061      | CC Coutances Mer et Bocage | 5,30             | 231 (2021)                        | 44                 |
| Montsurvent                                 | 50354      | CC Coutances Mer et Bocage | 8,33             | 439 (2021)                        | 53                 |
| Servigny                                    | 50573      | CC Coutances Mer et Bocage | 3,95             | 193 (2021)                        | 49                 |
| Anneville-sur-Mer                           | 50014      | CC Coutances Mer et Bocage | 3,73             | 247 (2022)                        | 66                 |

### Circonscriptions électorales
À la suite du décret du 5 mars 2020, la commune est entièrement rattachée au canton d'Agon-Coutainville.

### Administration municipale
| Période          | Période        | Identité          | Étiquette | Qualité |
| ---------------- | -------------- | ----------------- | --------- | --- |
| 6 janvier 2016   | 3 janvier 2019 | Érick Beaufils    | UMP-LR    | Commerçant Conseiller général de Saint-Malo-de-la-Lande (1998 → 2015) Vice-président du conseil général (2004 → 2015)   |
| 3 janvier 2019   | décembre 2020  | Béatrice Gosselin | LR        | Professeure des écoles à la retraite Sénatrice de la Manche (2020 → ) Démissionnaire après son élection comme sénatrice |
| 21 décembre 2020 | En cours       | François Legras   | LR        | Agriculteur à la retraite                                                                                               |

### Jumelages
- Harburg (Allemagne) depuis 1998.

## Population et société

### Démographie
L'évolution du nombre d'habitants est connue à travers les recensements de la population effectués dans la commune depuis sa création.
En 2022, la commune comptait 3 266 habitants, en évolution de +44 % par rapport à 2016 (Manche : −0,31 %, France hors Mayotte : +2,11 %).
| 2014  | 2015  | 2016  | 2021  | 2022  |
| ----- | ----- | ----- | ----- | ----- |
| 2 249 | 2 258 | 2 268 | 3 254 | 3 266 |

## Culture locale et patrimoine

### Lieux et monuments
Les lieux et monuments de Gouville-sur-Mer sont ceux des cinq communes dont elle est issue.

### Personnalités liées à la commune
- Alfred Delauney (1830-1894), peintre, graveur et marchands d'estampes français, né dans cette ville.
- Louis Costel (1930-2002), prêtre et écrivain, curé de Gouville-sur-Mer.

### Héraldique
| Blason de Gouville-sur-Mer | Blason  | Parti : au premier de sinople aux trois coqs d'or démembrés en girouette, crêtés et barbés de gueules, rangés en pal, le deuxième contourné, au second d'azur à la tour phare d'argent ajourée et maçonnée de sable, sommée d'un feu d'or rayonnant, posée sur un rocher aussi d'argent issant d'une onde alésée du même.. |
| Blason de Gouville-sur-Mer | Détails | |